# Saison 1 du Meilleur Pâtissier
 (juin 2025).
Motif : manque de références qualitatives, TI. Les références présentes proviennent toutes d'Ozap, ref non qualitatives. Elles sont toutes liées aux audiences, déjà présentes dans l'article principal. Info doublonnant ce dernier. Saison ne se démarquant pas particulièrement.
- Archive Wikiwix
- Bing
- Cairn
- DuckDuckGo
- E. Universalis
- Gallica
- Google
- G. Books
- G. News
- G. Scholar
- Persée
- Qwant
- (zh) Baidu
- (ru) Yandex
- (wd) trouver des œuvres sur Wikidata

| 1. | Préciser le motif de la pose du bandeau. | Précisez le motif de la pose du bandeau en utilisant la syntaxe suivante : {{admissibilité à vérifier\|date=juin 2025\|motif=remplacez ce texte par le motif}}                                      |
| 2. | Informer les utilisateurs concernés.     | Pensez à avertir le créateur de l'article, par exemple, en insérant le code ci-dessous sur sa page de discussion : {{subst:avertissement admissibilité à vérifier\|Saison 1 du Meilleur Pâtissier}} |

La saison 1 du concours culinaire Le Meilleur Pâtissier fut diffusée sur M6 et RTL-TVI, du 26 novembre 2012 au 17 décembre 2012, rediffusée en 2017 sur Plug RTL.
Cette édition est remportée par Thomas, qui gagne le trophée du « meilleur pâtissier », ainsi que la publication de son livre de recette.

## Audiences et diffusion
| Épisode | Jour et horaire de diffusion         | Nombre de téléspectateurs | Parts de marché sur les 4 ans et plus | Références |
| ------- | ------------------------------------ | ------------------------- | ------------------------------------- | ---------- |
| 1       | Lundi 26 novembre 2012 (20:50-22:55) | 2 882 000                 | 12,5 %                                | [ 2 ]      |
| 2       | Lundi 3 décembre 2012 (20:50-22:55)  | 2 969 000                 | 12,7 %                                | [ 3 ]      |
| 3       | Lundi 10 décembre 2012 (20:50-22:55) | 3 196 000                 | 14,1 %                                | [ 4 ]      |
| 4       | Lundi 17 décembre 2012 (20:50-22:55) | 3 537 000                 | 15,5 %                                | [ 5 ]      |

| Épisode | Jour et horaire de diffusion         | Nombre de téléspectateurs | Parts de marché sur les 4 ans et plus | Références        |
| ------- | ------------------------------------ | ------------------------- | ------------------------------------- | ----------------- |
| 1       | Lundi 26 novembre 2012 (23:00-00:00) | NC                        | NC                                    | [réf. nécessaire] |
| 2       | Lundi 3 décembre 2012 (23:00-00:00)  | 1 500 000                 | 15,2 %                                | [réf. nécessaire] |
| 3       | Lundi 10 décembre 2012 (23:00-00:00) | 1 300 000                 | 15,7 %                                | [réf. nécessaire] |
| 4       | Lundi 17 décembre 2012 (23:00-00:00) | 1 300 000                 | 15,7 %                                | [réf. nécessaire] |

Légende
- plus hauts scores d'audiences
- plus bas scores d'audiences